# Осакі-Камідзіма
34°16′11″ пн. ш. 132°54′55″ сх. д. / 34.26972° пн. ш. 132.91528° сх. д.

О́сакі-Камідзі́ма (яп. 大崎上島町, おおさきかみじまちょう, МФА: [oːsakʲi̥ kamʲid͡ʑima t͡ɕoː]) — містечко в Японії, в повіті Акі префектури Хіросіма. Розатшоване на остові Осакі-Камі у Внутрішньому Японському морі. Засноване 1 квітня 2005 року.　Станом на 1 жовтня 2007 площа містечка становила 43,28 км². Станом на 1 червня 2011 населення містечка становило 8388 осіб.